# Carina Versloot
Carina de Rooij-Versloot (10 mei 1980) is een Nederlands rolstoelbasketbalster die uitkomt voor Sunrise Medical Braves in Doorn.
Versloot heeft met het Nederlandse team meegedaan aan de Paralympische Zomerspelen van 2004, 2008, 2012, 2016 en 2020 en won twee bronzen en een gouden paralympische medaille. Ook is ze tweevoudig wereldkampioen (2018 en 2023) en meervoudig Europees kampioen met het Nederlandse team.
In 1999 brak Versloot haar rug tijdens een turntraining bij gymnastiekvereniging Hellas in Tiel. Daarbij liep ze een incomplete dwarslaesie op. Tijdens de revalidatie in Revalidatiecentrum De Hoogstraat in Utrecht kwam ze in aanraking met het rolstoelbasketbal. Minder dan twee jaar na haar turnongeluk maakte Versloot haar debuut voor het Nederlandse team.
Versloot is afgestudeerd als kinder- en jeugpsycholoog.

## Erelijst
7e Paralympische Zomerspelen 2004 in Athene
6e Paralympische Zomerspelen 2008 in Beijing
 Europees kampioenschap 2009 in Stoke Mandeville
 Europees kampioenschap 2011 in Nazareth
 Paralympische Zomerspelen 2012 in Londen
 Europees kampioenschap 2013 in Frankfurt
 Wereldkampioenschap 2014 in Toronto
 Europees kampioenschap 2015 in Worcester
 Paralympische Zomerspelen 2016 in Rio de Janeiro
 Europees kampioenschap 2017 in Adeje (Tenerife)
 Wereldkampioenschap 2018 in Hamburg
 Europees kampioenschap 2019 in Rotterdam
 Paralympische Zomerspelen 2020 in Tokio
 Europees kampioenschap 2021 in Madrid
 Wereldkampioenschap 2022 in Dubai
 Europees kampioenschap 2023 in Rotterdam